# Дечја психоанализа
Дечја психоанализа је употреба психоаналитичких теорија и метода у помагању деци да превазиђу психичке конфликте и емотивне сметње које штете њиховом психичком развоју. Користе је психијатри, психолози и додатно обучени професионалци у раду са децом.